# 林麟焻
林麟焻（？—？），字石來，號玉岩，清朝政治人物，福建興化府永積倉（今莆田市城廂區東山巷）人，進士出身。
康熙八年（1669年）參加鄉試，中舉人。康熙九年（1670年）庚戌科進士，授內閣中書舍人。二十一年（1682年），琉球國王尚貞遣使請求冊封，林麟焻被康熙帝任命為冊封副使，隨正使汪楫出使琉球。按照慣例，接受冊封之國贈送給冊封使禮物，並提供廪費和口糧，林麟焻皆婉拒之，琉球人建「却金亭」以紀念此事。回國後任戶部江南主事，監太平倉。任內整治污吏，一掃多年積累的弊端，因功升官為戶部廣西司員外郎。二十六年（1687年）任四川鄉試副主考，遷禮部郎中。三十三年（1694年）升按察司僉事，提督貴州學政。在任期間奏請增加鄉試名額，獲得士人的稱頌。他還派人買明代名家的文稿發給下屬的學宮，令師講誦，聞風為之一變，獲得雲貴總督勒保和貴州巡撫閻興邦的聯名舉薦。朝廷擬授貴州布政司參議，但他上表推辭並回到故里，修葺故居並建書屋三間，與友飲酒賦詩，不問世事。四十三年（1704年），福建巡撫梅絹奉命修《莆田縣誌》，以林麟焻為總裁。他認真考證，品評公正，為人稱道。
林麟焻工於詩，留有《玉岩詩集》及《玉岩續集》、《中山竹枝詞》、《星槎草》、《郊居集》、《竹香詞》等著作。